# Carpomys
Carpomys (Thomas, 1895) è un genere di Roditori della famiglia dei Muridae.

## Descrizione
Al genere Carpomys appartengono roditori di piccole dimensioni, con lunghezza della testa e del corpo tra 195 e 200 mm, la lunghezza della coda tra 156 e 211 mm e un peso fino a 185 g.
Il cranio presenta delle ossa frontali compresse ed è privo delle creste sopra-orbitali. La scatola cranica è rotonda e robusta. Il rostro è corto. La bolla timpanica è di dimensioni moderate.
Sono caratterizzati dalla seguente formula dentaria:
La pelliccia è densa, i piedi sono larghi, adattati alla vita arboricola, sebbene l'alluce sia munito di un artiglio e non sia opponibile. Il quinto dito è allungato. La coda è ricoperta fittamente di peli. Le femmine hanno due paia di mammelle inguinali.

## Distribuzione
Questo genere è endemico delle Filippine.

## Tassonomia
Il genere comprende 2 specie.
- Carpomys melanurus
- Carpomys phaeurus